# Улица Толстого (Таруса)
Улица Толстого — очень короткая, около 100 метров, улица в исторической части Тарусы, проходит от Коммунальной улицы до улицы Шмидта. 

## История
Проложена согласно регулярному плану застройки города 1777 года, предопределившему прямоугольное сечение улицами городской застройки. Эта часть города, за оврагом Посерка, называлась острожной. Здесь, в районе начала современной улицы Пушкина (бывшей Острожной), находилась городская тюрьма — острог. Историческое название улицы — Малый переулок, вела к Игумнову оврагу.
Современное название в честь великого русского писателя Льва Толстого (1826—1910).
Бывал в Тарусе и Алексей Николаевич Толстой

## Достопримечательности
д. 5 — жилой дом  (сильно искажён)